# Руис Морагас, Кармен
Кармен Руис Морагас (исп. Carmen Ruiz Moragas; 11 сентября 1896, Мадрид — 11 июня 1936, там же) — испанская театральная актриса и немого кино, любовница короля Альфонсо XIII.

## Биография
Кармен Руис Морагас родилась в семье Леандро Антолина Руиса Мартинеса, либерального политика и его супруги Марии де лас Мерседес Морагас Пареха.
Руис Морагас начала карьеру актрисы в качестве актрисы немого кино, дебютировав в фильме 1919 года «Мадонна де лас Росас». Затем продолжила карьеру в театре, став главной актрисой театра Эспаньоля, в качестве которой играла в нескольких спектаклях, среди которых были «Наказание — не мщение» (Лопе де Вега) и «За презрение — презрение» (Агустин Морето-и-Каванья).
Затем она перешла в театр Фонтальба, где продолжила свою карьеру актрисы, играя роли на английском и французском языках, которыми свободно владела. Помимо этого она дебютировала в звуковом кино в фильме 1930 года «Донья Ментирас». Скончалась 11 июня 1936 года в Мадриде на 40-м году жизни от рака матки.

## Личная жизнь
Её первым мужем был мексиканский тореадор Родолфо Гаона, брак с которым продлился несколько месяцев.
В последующие годы она была любовницей короля Альфонсо XIII, от которого у неё было двое детей: 
- Мария Терезия Руис Морагас (1925—1965);
- Леандро Альфонсо де Бурбон Руис (26 апреля 1929 — 18 июня 2016) — историк, мемуарист

После расставания с королём она вышла замуж за Хуана Чабаса, писателя и историка, в браке с которым она прожила до самой смерти.